# Ines Mordente
Ines Mordente (24 dicembre 1982) è una dermatologa e divulgatrice scientifica italiana.
È nota per il suo lavoro in dermatologia estetica e clinica e per aver condotto la serie televisiva SOS Acne – La Dottoressa della pelle, trasmessa su Real Time nel 2024.

## Istruzione e carriera
Mordente ha conseguito la laurea in medicina presso l'Università degli Studi della Campania "Luigi Vanvitelli" nel 2007. Ha successivamente completato la specializzazione in Dermatologia e Venereologia presso l'Università degli Studi di Napoli Federico II. Ha proseguito la sua formazione clinica in dermatologia attraverso programmi internazionali presso l'Ospedale del Santa Croce Sant'Ambrogio di Torino a Barcellona, il Memorial Sloan Kettering Cancer Center di New York e la Miller School of Medicine dell'Università di Miami. Mordente ha inoltre proseguito gli studi post-laurea presso l'Università degli Studi di Napoli Federico II.
Esercita l’attività medica a Napoli, Roma e Milano. Nel 2014 ha co-fondato la Clinica Medicinae. Mordente è la consulente scientifico e co-formulatrice di Lamuselab, una linea dermatologica per la cura della pelle. Nel dicembre 2023 è co-Founder della startup innovativa denominata “Acnerevolution” che offre servizi di telemedicina e teleassistenza per la Cura dell’Acne
Tra il 2013 e il 2020, ha insegnato in programmi di medicina estetica presso istituzioni tra cui l'Università degli Studi di Napoli Federico II, l'Università degli Studi di Palermo, l'Università degli Studi 'Gabriele d'Annunzio' di Chieti e l'Università degli Studi di Verona.
È autrice di due libri, #Acnerevolution (2022) e #Skinrevolution (2024).
Ines Mordente conduce la trasmissione SOS Acne – La Dottoressa della pelle di Real Time.